# استخوان‌بندی ضمیمه‌ای
دستگاه استخوان‌بندی بدن را می‌توان به دو بخش محوری استخوان‌بندی محوری و استخوان‌بندی ضمیمه‌ای یا استخوان‌بندی آویزه‌ای (انگلیسی: Appendicular skeleton) تقسیم کرد.
استخوان‌بندی ضمیمه‌ای (اسکلت قرمز رنگ در تصویر) شامل استخوان‌های اندام‌های فوقانی چپ و راست (ترقوه، کتف، بازو، زند بالایی، زند پایینی، استخوان‌های مچ دست، کف دستی و انگشتان مجموعاً۳۲ استخوان) و اندام تحتانی چپ و راست (لگن، ران، کشکک، درشت نی، نازک‌نی، استخوانهای مچ پا، کف پایی و انگشتان مجموعاً ۳۱ استخوان).
استخوان‌های اتصال‌دهنده اندام‌ها به تنه شامل کمربند شانه‌ای (کتف و ترقوه) و کمربند لگنی است. وظایف اصلی این اسکلت‌بندی ایجاد حمایت داخلی و قرارگیری صحیح دستها و پاها نسبت به تنه، حمایت و حرکت استخوان‌بندی محوری را برعهده دارد.

## نگارخانه

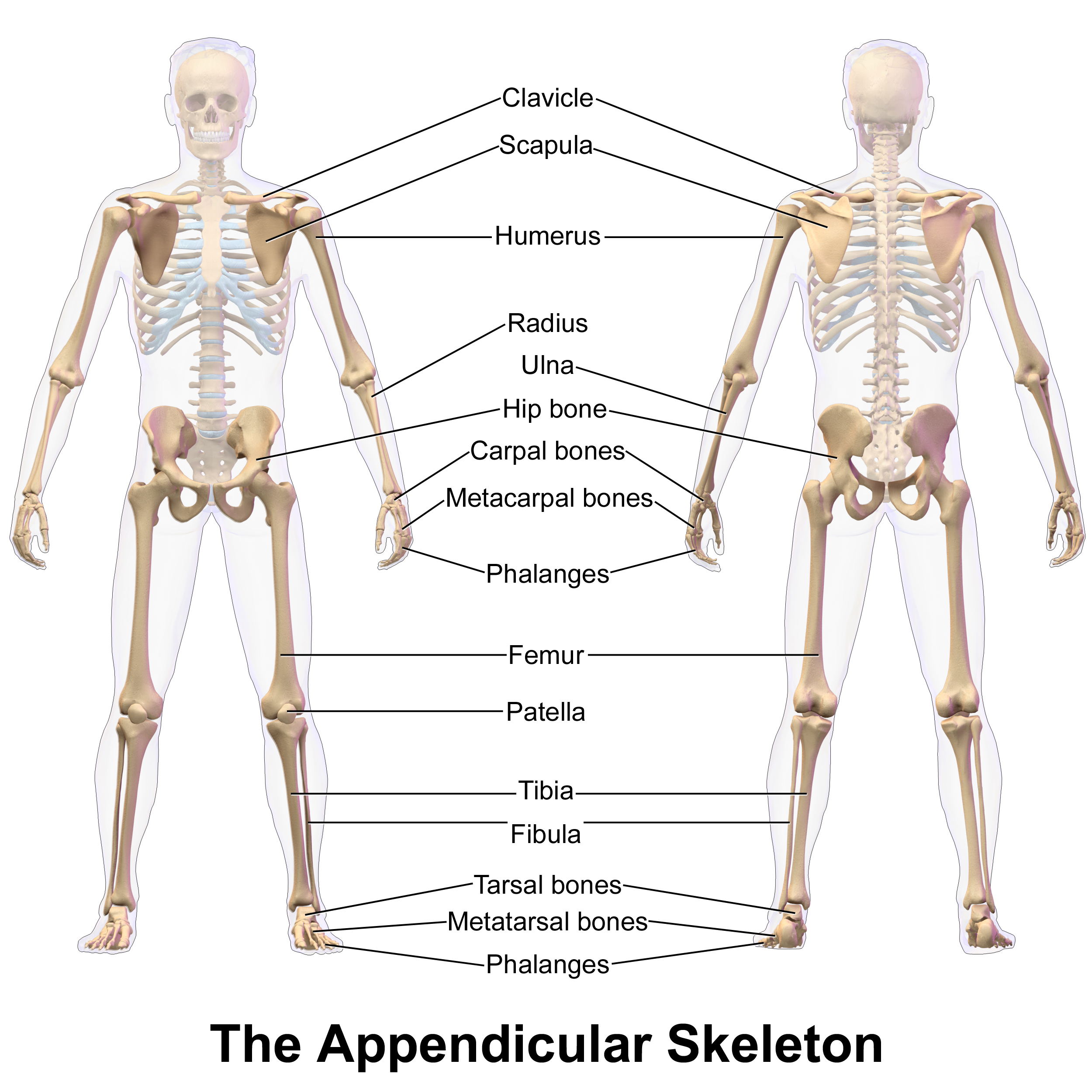